# Atylotus negativus
Atylotus negativus är en tvåvingeart som först beskrevs av Ricardo 1911.  Atylotus negativus ingår i släktet Atylotus och familjen bromsar. Inga underarter finns listade i Catalogue of Life.